# Vermögensauskunft
Die Vermögensauskunft des Schuldners ist im Rahmen einer vom Gläubiger gegen den Schuldner durchgeführten Zwangsvollstreckung gegenüber dem Gerichtsvollzieher abzugeben und dient dazu, dem Gläubiger Kenntnis der dem Schuldner gehörenden Vermögensgegenstände zu verschaffen, um in diese erfolgreich vollstrecken zu können. Bis 1970 wurde hierzu der Offenbarungseid geleistet. Seither ist eine Versicherung an Eides statt an die Stelle dieser Bezeichnung getreten.

## Aktuelle Rechtslage
Die Vermögensauskunft ist eine Bezeichnung, die durch das Gesetz zur Reform der Sachaufklärung in der Zwangsvollstreckung mit Wirkung vom 1. Januar 2013 für neue, ab diesem Zeitpunkt eingehende Vollstreckungsaufträge eingeführt worden ist. Sie entspricht teilweise der in § 807 ZPO alter Fassung geregelten Pflicht zur Abgabe eines Vermögensverzeichnisses und Abgabe einer eidesstattlichen Versicherung, dass die enthaltenen Angaben richtig und vollständig seien. Allerdings sind Voraussetzungen und Inhalt abweichend geregelt.

### Voraussetzungen
Nach neuem Recht besteht die Pflicht des Schuldners zur Erteilung der Vermögensauskunft bei Vorliegen der Voraussetzungen der Zwangsvollstreckung gemäß § 802c ZPO von vornherein, wenn der Gläubiger einen entsprechenden Auftrag nach § 802a ZPO erteilt. Ein vorheriger erfolgloser Vollstreckungsversuch ist nicht erforderlich. Wird die Forderung nicht in einer vom Gerichtsvollzieher gesetzten Zahlungsfrist von zwei Wochen vollständig beglichen, wird ein Termin zur Abnahme der Vermögensauskunft bestimmt (§ 802f Abs. 1 ZPO).
Falls die Vermögensauskunft unmittelbar nach einer versuchten Zwangsvollstreckung angefordert wird, kann der Schuldner dieser sofortigen Erteilung widersprechen, sofern ihm nicht die zustehende Vorbereitungszeit eingeräumt wird.
Ist der Schuldner prozessunfähig, hat der gesetzliche Vertreter des Schuldners die Vermögensauskunft an seiner Stelle zu erteilen. Allein die Bestellung eines Betreuers führt noch nicht zur Prozessunfähigkeit; in diesem Fall entscheidet das Vollstreckungsgericht nach pflichtgemäßem Ermessen, ob der Schuldner oder der Betreuer die Vermögensauskunft zu erteilen hat. Nach der Rechtsprechung des Bundesgerichtshofs ist ein in einer Vorsorgevollmacht Bevollmächtigter zwar berechtigt, die Vermögensauskunft zu erteilen, kann hierzu aber anders als ein gerichtlich bestellter Betreuer nicht durch gerichtliche Zwangsmittel gezwungen werden.

### Inhalt der Vermögensauskunft und Verfahren
In der Vermögensauskunft hat der Schuldner alle ihm gehörenden Vermögensgegenstände anzugeben sowie weitere in § 802c Abs. 2 ZPO genannte Angaben zu machen. Aus den Angaben des Schuldners erstellt der Gerichtsvollzieher nach 802f Abs. 5 Satz 1 ZPO das Vermögensverzeichnis. Sodann hat der Schuldner zu Protokoll an Eides statt zu versichern, dass er die Angaben nach bestem Wissen und Gewissen richtig und vollständig gemacht habe (§ 802f Abs. 5 Satz 2, § 802c Abs. 3 ZPO). Anschließend hinterlegt der Gerichtsvollzieher das Vermögensverzeichnis bei dem zentralen Vollstreckungsgericht und leitet dem Gläubiger einen Abdruck zu (§ 802f Abs. 6 ZPO).
Der Bundesgerichtshof (BGH) entschied im Juni 2014 noch auf Grundlage der alten Rechtslage, dass der zur Abgabe einer eidesstattlichen Versicherung Verpflichtete sich die für die Auskunft notwendigen Kenntnisse und Unterlagen – soweit erforderlich – auch von Dritten zu beschaffen hat. Gibt die von dem Verpflichteten abgegebene eidesstattliche Versicherung etwa aufgrund von in der Erklärung enthaltenen Zusätzen Anlass zu der Annahme, dass er die von ihm zuvor erteilte Auskunft nicht mit der gebotenen Sorgfalt vorgenommen hat, kann das Vollstreckungsgericht gemäß § 261 Abs. 1 BGB auf Antrag des Gläubigers eine den Umständen entsprechende Änderung der eidesstattlichen Versicherung beschließen und anordnen, dass der Schuldner seine bislang unvollständige Auskunft nachbessert und die vollständige Auskunft an Eides Statt versichert.
Betreiben weitere Gläubiger gegen denselben Schuldner die Zwangsvollstreckung, bedarf es innerhalb der nächsten zwei Jahre, soweit nicht Änderungen in den Vermögensverhältnissen glaubhaft gemacht werden, einer nochmaligen Vermögensauskunft nicht. Stattdessen leitet der Gerichtsvollzieher dem Gläubiger einen Abdruck des letzten abgegebenen Vermögensverzeichnisses zu (§ 802d ZPO), das er aus einer bundesweit zentral geführten Datei zu Vollstreckungszwecken abrufen kann (§ 802k Abs. 2 ZPO).

### Rechtsbehelfe
Gegen die Verpflichtung zur Abgabe der Vermögensauskunft steht dem Schuldner der Rechtsbehelf der Erinnerung nach § 766 ZPO zu. Die Erinnerung hat keine aufschiebende Wirkung. Der Schuldner kann aber beim Vollstreckungsgericht einstweiligen Rechtsschutz beantragen.

### Folgen fehlender Mitwirkung
Bleibt der Schuldner dem Termin zur Abgabe der Vermögensauskunft unentschuldigt fern oder verweigert er die Abgabe der Auskunft ohne Grund, erfolgt eine entsprechende Eintragung ins Schuldnerverzeichnis. Auf Antrag des Gläubigers erlässt das Amtsgericht einen Haftbefehl (§ 802g). Die Haft dient nur zur Erzwingung der Abgabe der Vermögensauskunft. Nach deren Abgabe wird der Schuldner aus der Haft entlassen. Die Haft darf die Dauer von sechs Monaten nicht übersteigen (§ 802j Abs. 1 ZPO).

### Recht auf Einsicht in das Vermögensverzeichnis
Zur Einsicht befugt sind auch Vollstreckungsgerichte, Insolvenzgerichte und Registergerichte sowie Strafverfolgungsbehörden, soweit dies zur Erfüllung der ihnen obliegenden Aufgaben erforderlich ist (§ 802k Abs. 2 ZPO). Das Finanzamt kann statt der Vermögensauskunft samt eidesstattlicher Versicherung die weniger einschneidende Abgabe eines Vermögensverzeichnisses verlangen (§ 249 AO); das hat den Vorteil, dass keine Meldung an die Schufa erfolgt.

### Löschung
Nach Ablauf von zwei Jahren seit der Auskunft wird das Vermögensverzeichnis vom zentralen Vollstreckungsgericht gelöscht (§ 802k Abs. 1 Satz 3 ZPO).

## Alte Rechtslage
Der Gläubiger beauftragte nach altem Recht den Gerichtsvollzieher mit der Zwangsvollstreckung aus einem Titel. Machte der Gläubiger glaubhaft, dass er durch Pfändung seine Befriedigung nicht vollständig erlangen kann, oder hatte bereits eine Pfändung nicht zu einer vollständigen Befriedigung des Gläubigers geführt, oder hatte der Schuldner die Durchsuchung seiner Wohnung verweigert oder der Gerichtsvollzieher den Schuldner trotz Ankündigung wiederholt nicht in seiner Wohnung angetroffen, so war eine Vermögensoffenbarung (und auch dies ist eine eidesstattliche Versicherung) abzulegen. Machte der Schuldner glaubhaft, dass er die bestehende Zahlungsverpflichtung innerhalb von sechs Monaten begleichen kann, konnte der Gerichtsvollzieher eine Zahlungsvereinbarung treffen und den Abgabetermin um diesen Zeitraum vertagen (§ 900 Abs. 3, § 806b ZPO alter Fassung).
Da Schuldner oftmals nicht freiwillig zur Abgabe der eidesstattlichen Versicherung bereit waren, wurde auf Antrag des Gläubigers gegen einen Schuldner, der zum Abgabetermin ohne Entschuldigung nicht erschienen ist oder sonst unberechtigt die Abgabe verweigerte, vom Amtsgericht Haftbefehl erlassen (§ 901 ZPO alter Fassung). Mit dem Haftbefehl ging die Erlaubnis einher, die Wohnung des Schuldners zwangsweise zu betreten und diese nach dem Schuldner zu durchsuchen. In der Praxis gab der ganz überwiegende Teil der Schuldner die Versicherung nach Vorlegung des Haftbefehls ohne weiteres ab, so dass sich die tatsächliche Verbringung in die Haftanstalt erübrigte. Die tatsächliche Haftvollstreckung war in weit weniger als einem Prozent der ergangenen Haftbefehle erforderlich. Der Gerichtsvollzieher konnte den abgabeunwilligen Schuldner bis zu sechs Monaten in einer Haftanstalt unterbringen (§ 913 ZPO alter Fassung). Gab der Schuldner die eidesstattliche Versicherung nunmehr ab, war die Haft sofort zu beenden. Das zulässige Rechtsmittel gegen Erlass eines Haftbefehls war die sofortige Beschwerde gemäß § 793 ZPO.
Es war vom Schuldner ein vollständiges Vermögensverzeichnis über sein gesamtes Vermögen vorzulegen und zu Protokoll an Eides statt zu versichern, dass er die Angaben darin nach bestem Wissen und Gewissen richtig und vollständig gemacht habe (§ 807 Abs. 3 ZPO alter Fassung). Zuständig zur Abnahme war der Gerichtsvollzieher (§ 900 ZPO alter Fassung). Die vorsätzliche oder fahrlässige Abgabe einer unrichtigen Versicherung an Eides statt war strafbar (§ 156 StGB).
Antragsberechtigt für die Abnahme der eidesstattlichen Versicherung waren die Vollstreckungsgläubiger. Die Abnahme erfolgte durch den Gerichtsvollzieher bei dem Amtsgericht, in dessen Bezirk der Schuldner seinen Wohnsitz hatte. Das Finanzamt ist gemäß § 284 AO selbst berechtigt, die eidesstattliche Versicherung abzunehmen. Dasselbe gilt für andere Verwaltungsbehörden (vgl. z. B. § 16 VwVG BW).